# 郭嵩焘墓
郭嵩焘墓，位于中国湖南省汨罗市，是晚清原廣東巡撫、出使英國欽差大臣、兵部侍郎郭嵩焘的墓葬，于2011年被列为湖南省省级文物保护单位。

## 历史沿革
大清光绪十七年（1891年），郭嵩焘病逝，葬于飘峰。
中华人民共和国文化大革命期间，郭嵩焘墓被尽毁，墓围、石牛、石马、石狮、石柱被砸烂，遗骸被挖出（后被一村民掩埋他处）。2013年，重修郭嵩焘墓，将遗骸迁回原址。
2011年1月24日，郭嵩焘墓被湖南省人民政府公布为省级文物保护单位。

## 墓葬规制
墓葬处郭嵩焘生前所挑“螃蟹开钳”之地，地势开阔，有青山溪流环抱。墓葬原占地约1亩，有墓冢、墓庐、石像生、神道柱等，墓围砌以花岗石。
2013年修复后的墓葬总占地面积200平方米，墓冢占地26平方米，恢复了墓碑、墓围、墓栏、拜台及墓庐，墓碑刻“皇清光禄大夫兵部侍郎郭公嵩焘之墓”。